# 伊藤公雄
伊藤 公雄（いとう きみお、1951年10月4日 - ）は、日本の社会学者。大阪大学名誉教授、京都大学名誉教授。京都産業大学教授。男性学の研究で知られる。
一般社団法人ホワイトリボンキャンペーン・ジャパン共同代表。京都文化創生機構副理事長。

## 人物・来歴
埼玉県出身。埼玉県立熊谷高等学校をへて1976年、京都大学文学部哲学科社会学専攻卒業、1981年、京都大学大学院文学研究科博士課程単位取得満期退学。
大阪大学人間科学部教授を経て、2004年同名誉教授、京都大学大学院文学研究科教授。2017年定年退任、名誉教授、京都産業大学教授。2008年より放送大学教養学部客員教授。
内閣府男女共同参画会議基本問題調査専門委員会委員、大阪府男女協働社会作り審議会会長代理など、行政への参加も多い。『インパクション』元編集委員。
妻は、大阪府立大学教授の伊田久美子。

## 研究歴
- 当初はイタリア・ファシズムや革命家グラムシについての研究が主だったが、「男性学」を唱え、『〈男らしさ〉のゆくえ』（1993年）で注目される。伊藤によれば、「男らしさ」は、優越志向、所有志向、権力志向から構成され、これらの志向が無ければ「男らしくない」とされてきたが、脱工業化の進む今日の開放的、流動的社会にあっては、これまでの性別に基づく固定化された差異や役割を脱した人間関係を模索しなければならないとされる。
- 伊藤の論に対しては、小浜逸郎からは「フェミニズムの焼き直しに過ぎない」（「『男』という不安」）、小谷野敦からは「結婚できない男やもてない男が買春してもいいのか、といった議論がされていない」（「男であることの困難」）、熊田一雄からは「団塊の世代特有の価値観を普遍化している」（「男らしさという病？」）などといった批判がある。熊田一雄はさらに、伊藤のような批判を超えて、「男らしさ」を再編成するビジョンを提出している(「格差社会の宗教文化」)。

## 著書

### 単著
- 『光の帝国/迷宮の革命 鏡の中のイタリア』青弓社 1993
- 『〈男らしさ〉のゆくえ 男性文化の文化社会学』新曜社 1993
- 『男性学入門』作品社 1996
- 『「できない男」から「できる男へ」』小学館 2002
- 『「男らしさ」という神話 現代男性の危機を読み解く』日本放送出版協会（NHK人間講座）2003
- 『「男女共同参画」が問いかけるもの 現代日本社会とジェンダー・ポリティクス』インパクト出版会 2003
- 『ジェンダーの社会学』新訂 放送大学教育振興会 2008
- 『「戦後」という意味空間』インパクト出版会, 2017.4

### 編著共著
- 『こうすればできる死刑廃止 フランスの教訓』木下誠共編著 インパクト出版会 1992
- 『コメンタール戦後50年 第8巻 憲法と世論』社会評論社 1996
- 『女が変わる男が変わる100冊の本』冨士谷あつ子共編 かもがわ出版 1997
- 『ジェンダーで学ぶ社会学』牟田和恵共編 世界思想社 1998
- 『はじめて出会う社会学 社会学はカルチャー・スタディ』橋本満共編 有斐閣 1998
- 『女性学・男性学 ジェンダー論入門』樹村みのり,國信潤子共編 有斐閣 2002 2011(改訂)
- 『マンガのなかの〈他者〉』(ビジュアル文化シリーズ) 編. 臨川書店, 2008.10
- 『社会学ベーシックス』井上俊共編 世界思想社

自己・他者・関係、2008
都市的世界、2008
社会の構造と変動、2008
ポピュラー文化、2009
文化の社会学、2009
メディア、情報、消費社会、2009
近代家族とジェンダー 2010
身体・セクシュアリティ・スポーツ 2010
日本の社会と文化 2010
社会学的思考 2011
政治・権力・公共性 2011
- 『日本・ドイツ・イタリア超少子高齢社会からの脱却 家族・社会・文化とジェンダー政策』冨士谷あつ子共編著. 明石書店, 2009.8
- 『現代韓国の家族政策』春木育美,金香男共編 行路社 2010
- 『コミュニケーション社会学入門』編 世界思想社 2010
- 『フランスに学ぶ男女共同の子育てと少子化抑止政策』冨士谷あつ子共編著 明石書店 2014
- 『男性の非暴力宣言 ホワイトリボン・キャンペーン』多賀太、安藤哲也共著 岩波ブックレット 2015
- 『とまどう男たち. 生き方編』山中浩司共編 大阪大学出版会 阪大リーブル 2016
- 『国家がなぜ家族に干渉するのか 法案・政策の背後にあるもの』本田由紀共編著. 青弓社, 2017
- 『唱歌の社会史 なつかしさとあやうさと』河津聖恵,中西光雄,永澄憲史,山室信一,佐久間順平, 中西圭三, 野田淳子共著, 中村純 編集協力. メディアイランド, 2018.6

### 翻訳
- マリアローザ・ダラ・コスタ『家事労働に賃金を フェミニズムの新たな展望』伊田久美子共訳 インパクト出版会 1986
- S.ルークス『社会学的分析の歴史16 権力と権威』アカデミア出版会 1989